# Liste der Kardinalskreierungen Stephans IX.
Papst Stephan IX. (1057–1058) kreierte in seinem einjährigen Pontifikat dreizehn Kardinäle.

## 1058
- Pietro Damiano OSBCam, Kardinalbischof von Ostia, Abt des Klosters Fontavellana, † 22. Februar 1072, am 1. Oktober 1828 zum Kirchenlehrer ernannt worden.
- Uberto Poggi, Kardinalbischof von Palestrina, † kurz nach der Kreierung
- Brunu, Kardinalpriester von Santa Sabina, † 1092 oder kurz danach
- Bonifazio, Kardinalpriester von San Marco, † Vor 1062
- Pietro Alberrini, OSBCas, Titel ist unbekannt, † 1100
- Giovanni, Titel ist unbekannt, † kurz nach der Kreierung
- Giovanni, Titel ist unbekannt, † ?
- Ugobaldo degli Obizi, Titel ist unbekannt, † Während des Pontifikates von Urban II. (1088–1099)
- Pietro, Titel ist unbekannt, † ?
- Riccardo, Titel ist unbekannt, † ?
- Alberico, senior, OSBCas, Kardinaldiakon, † 17. Oktober 1088
- Giovanni, Kardinaldiakon, † ?